# St. Albertus Magnus (Waldsiedlung)

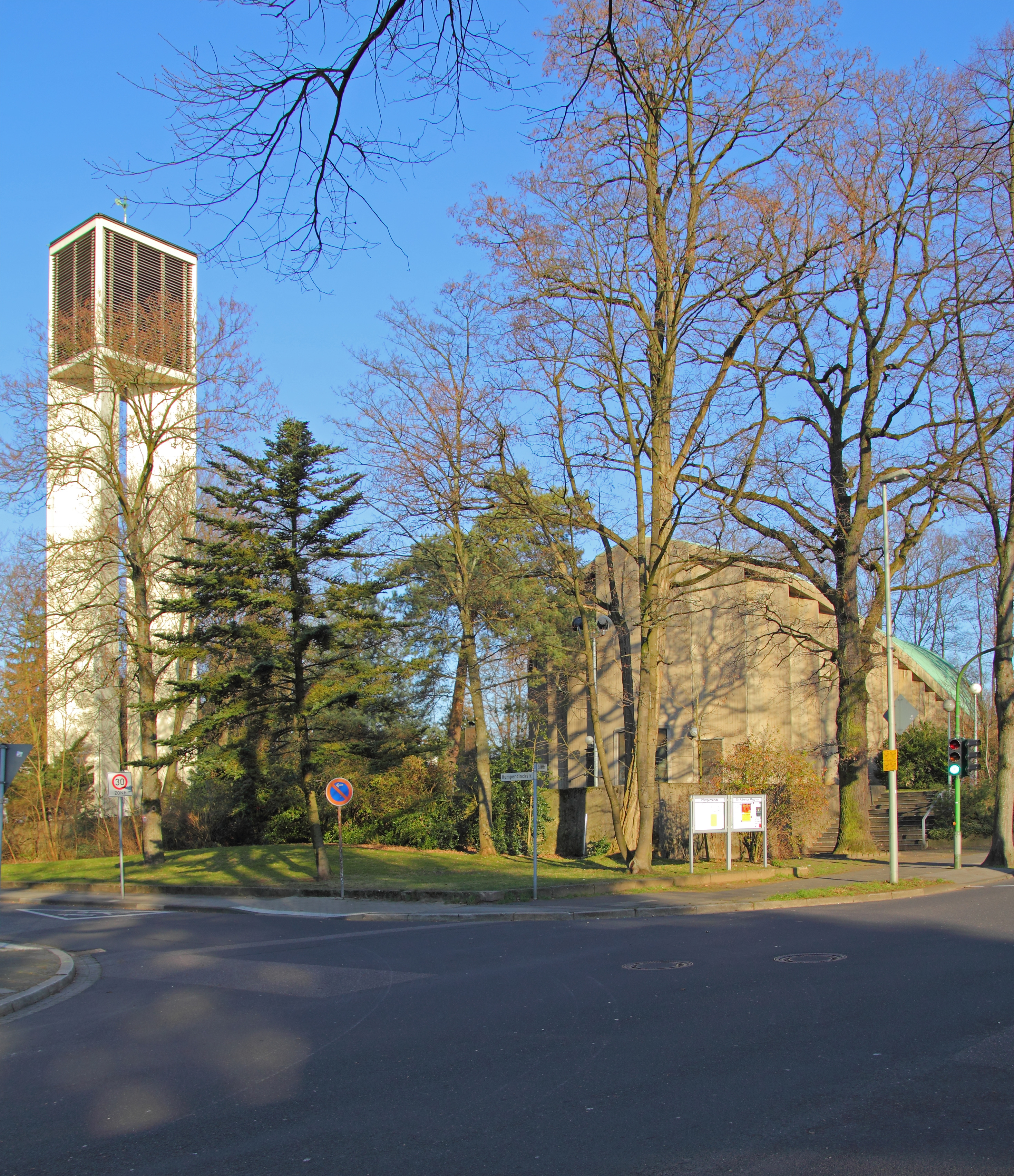
Kirche St. Albertus Magnus, Waldsiedlung

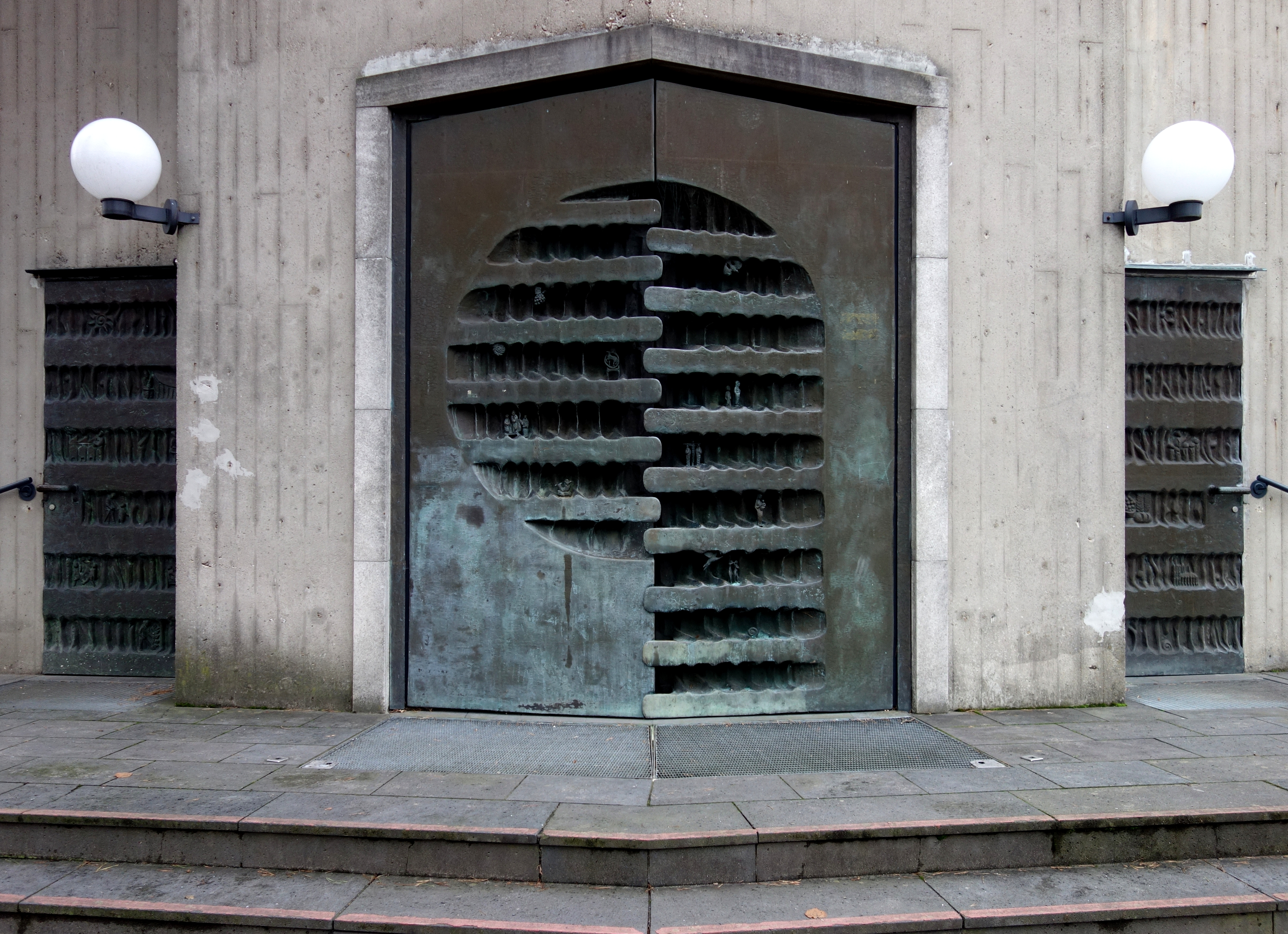
Eingangsbereich der Kirche

Die Kirche St. Albertus Magnus ist ein katholisches Gotteshaus im Leverkusener Stadtteil Schlebusch/Waldsiedlung. Sie ist Sitz der gleichnamigen Pfarrgemeinde im Seelsorgebereich Leverkusen Südost. Die Grundidee des Architekten Josef Lehmbrock ist das Symbol des Schiffes. Die Entwürfe für das Gebäude stammen von Diözesanbaurat Erich Valder, Bauunternehmer war Josef Traut.

## Geschichte
Mit der Entstehung der Waldsiedlung im Leverkusener Stadtteil Schlebusch um 1934 entstand auch der Kirchenbedarf in diesem Ortsteil, der von der Pfarrgemeinde St. Andreas einige Kilometer entfernt liegt. Bereits 1935 wurden dazu erste Überlegungen angestellt und der Bauverein St. Albertus Magnus gegründet. Dieser wurde 1936 in der Zeit des Nationalsozialismus verboten und das bereits für den Kirchbau gesammelte Geld beschlagnahmt. Bis 1948 waren weitere Bestrebungen erfolglos, erst danach konnten die Grundstücksverhandlungen abgeschlossen und der Wettbewerb um den Entwurf für die Kirche ausgeschrieben werden. Zu diesem Zweck wurde auch der alte Bauverein wiederhergestellt. Den Wettbewerb gewannen die Kölner Architekten Borgart und Volmer, der Plan stellte sich jedoch im Nachhinein als zu teuer heraus. Erst danach fiel der Entschluss zum Bau einer Notkirche, mit deren Planung und Baudurchführung nun Johannes Hanauer beauftragt wurde. Der erste Spatenstich zu dieser Kirche wurde am 14. Mai, die Grundsteinlegung am 29. Juli 1950 durchgeführt; bereits am 19. November 1950 konnte die Kirche benediziert werden. Das Kircheninnere umfängt ein Zollingergewölbe.
Schon 1952 schreibt Opladen zu dieser Kirche: „Der ausgeführte Bau wurde hinsichtlich seiner späteren Verwendung als reiner Zweckbau errichtet. Man verzichtete bewußt auf jeden äußeren sacralen Charakter. [...] die Innenausstattung wurde möglichst einfach gestaltet, um einer späteren endgültigen Kirchenausstattung nicht vorzugreifen.“ und „Alles in allem darf man das einen erfreulichen Anfang nennen. [...] Aber wir wollen und müssen weiter. [...] eines Tages werden wir bauen müssen.“. So wurde in den nächsten Jahren der Umbau der Notkirche zum Pfarrsaal und der Bau einer „richtigen“ Pfarrkirche geplant. Der Spatenstich zu dieser fand am 31. August 1958, die Grundsteinlegung am 15. November 1958 statt. Die Kirchweihe nahm am 15. November 1959 Joseph Kardinal Frings vor. Eine in einem zweiten Bauabschnitt vorgenommene Erweiterung erfolgte 1961.

## Glocken
Alle fünf Glocken der Kirche St. Albertus Magnus wurden im Jahre 1962 von der Hans Georg Hermann Maria Hüesker bei der Fa. Petit & Gebr. Edelbrock aus Gescher aus Bronze gegossen.
| Nr. | Name                   | Durchmesser (mm) | Masse (kg) | Schlagton (HT-1/16) | Inschrift |
| 1   | St.-Peter-Glocke       | 1479             | 2000       | cis1 -5             | Ihr waret einst irrende Schafe, nun aber seid Ihr heimgekehrt zum Hirten eurer Seele. 1. Petr. 2. 25                                                 |
| 2   | Marien-Glocke          | 1222             | 1150       | e1 -5               | Wohlan denn, meine Kinder / höret auf mich! / Buch der Weisheit. / Der Gottesmutter geweiht 1962                                                     |
| 3   | Albertus Magnus-Glocke | 1095             | 800        | fis1 -5             | Wohlan nun lobet den Herrn, / ihr Diener Gottes alle. / Psalm 133 / Unserem Kirchenpatron St. Albertus Magnus                                        |
| 4   | Pius X.-Glocke         | 969              | 530        | gis1 -5             | Lasset die Kinder zu mir kommen! Das Brot, das ich euch / geben werde, ist mein Fleisch für das Leben der Welt! / Joh, 6. 51 / Dem HL. Papst Pius X. |
| 5   | Theresia-Glocke        | 615              | 450        | a1 -5               | Gott allein war ihr Führer, / aus dem Messtext zu Ehren der Heiligen. / Der hl. Theresia vom Kinde Jesu.                                             |